# David Pressman
David Pressman (New York, 6 november 1965) is een Amerikaans acteur. Zijn televisiedebuut was in Paradise Motel. Hierna volgde nog vele films en televisieseries, waaronder Merry Christmas, Drake & Josh in 2008, Monk in 2006 en Imagine That in 2002.

## Filmografie
- DC League of Super-Pets (2022, stem)
- Merry Christmas, Drake & Josh (2008)
- Tropic Thunder (2008)
- My Boys (2006-2008)
- The Grand (2007)
- Blades of Glory (2007)
- Monk (2006)
- Alias (2005)
- Weeds (2005)
- Entourage (2005)
- Scrubs (2004)
- Judging Amy (2004)
- Starsky & Hutch (2004)
- Nobody's Perfect (2004)
- Eddie's Father (2004)
- Gigli (2003)
- Charmed (2002)
- Imagine That (2002)
- Zoolander (2001)
- Lip Service (2001)
- What's Up, Peter Fuddy? (2001)
- Working (1999)
- Unhappily Ever After (1999)
- Godzilla (1998)
- Volcano (1997)
- Malcolm & Eddie (1997)
- Married... with Children (1996)
- Independence Day (1996)
- Can't Hurry Love (1995) (1995)
- The Single Guy (1995)
- The John Larroquette Show (1995)
- Stargate (1994)
- Grace Under Fire (1993)
- Blossom (1992)
- The Golden Girls (1991)
- The Rocketeer (1991)
- Pyrates (1991)
- Father Dowling Mysteries (1990)
- Newhart (1989-1990)
- Sydney (1990)
- Quantum Leap (1990)
- FM
- Eisenhower & Lutz (1988)
- Police Story: The Freeway Killings (1987)
- Black Moon Rising (1986)
- Paradise Motel (1984)